# Менодот из Никомидии
Менодот Никомедийский, правильнее Менодот из Никомедии в Вифинии (греч. Μηνόδοτος ὁ Νικομηδεύς, латинизир. Menodotus; конец I века) — древнегреческий врач и философ.
О Менодоте сохранилось мало сведений. Его упоминают Гален Пергамский и Диоген Лаэртий (О жизни, учениях и изречениях знаменитых философов. Кн. IX. § 116).
Будучи пирронистом, Менодот совмещал представления медицинской эмпирической школы с философским скептицизмом. Его наставником являлся философ-скептик Антиох Лаодикейский, ученик Зевксида. Сам же Менодот был учителем Геродота из Тарса, ставшего впоследствии учителем Секста Эмпирика.
Менодот написал несколько сочинений, теперь утраченных. Его исследования в области врачебного дела были популярны во времена Античности. Особенно оказал влияние Менодот на Галена.